# مدخل الصدر
مدخل الصدر أو فتحة الصدر العلوية  أسم يطلق على الفتحة في أعلى جوف الصدر، وهي عبارة عن فجوة محاطة بحلق عظمي، والتي يمر بها بعض الأعضاء الحيوية

## المحتويات
الأعضاء التي تمر بالفتحة هي:
- القصبة الهوائية
- المرئ
- القناة الصدرية
  - أعصاب:
    - العصب الحجابي
    - العصب الحائر
    - العصب الحنجري الراجع
    - الجذع الوُدِّيّ
- الأوعية:
  - الشرايين:
    - الشريان السباتي الأصلي الأيمن والأيسر
    - الشريان تحت الترقوة الأيمن والأيسر

  - الأوردة:
    - الوريد الوداجي الغائر
    - الوريد العضدي والرأسي
    - الوريد تحت الترقوة
- عقد لمفاوية و أوعية لمفاوية